# Eleccions parlamentàries finlandeses de 1916
Les eleccions parlamentàries finlandeses del 1916 es van celebrar del 1r al 3 de juliol de 1916. El partit més votat fou el socialdemòcrata que va obtenir la majoria absoluta d'escons però no la majoria dels vots. És la única vegada en la història de Finlàndia que hi ha hagut majoria absoluta al parlament. Va ser un mandat curt de poc menys de set mesos, car ja el 1917 es van celebrar noves eleccions anticipades.

## Resultats
|                     |                                |           |        |           |     |  |
| Partit              | Partit                         | Vots      | %      | Escons    | +/– |  |
|                     | Partit Socialdemòcrata         | 376,030   | 47.29  | 103 / 200 | 13  |  |
|                     | Partit Finlandès               | 139,111   | 17.49  | 33 / 200  | 5   |  |
|                     | Partit Jove Finlandès          | 99,419    | 12.50  | 23 / 200  | 6   |  |
|                     | Partit Popular Suec            | 93,555    | 11.76  | 21 / 200  | 4   |  |
|                     | Lliga Agrària                  | 71,608    | 9.00   | 19 / 200  | 1   |  |
|                     | Unió de Treballadors Cristians | 14,626    | 1.84   | 1 / 200   | 1   |  |
|                     | Altres                         | 860       | 0.11   | 0 / 200   | =   |  |
| Total               | Total                          | 795,209   | 100    | 200       | =   |  |
|                     |                                |           |        |           |     |  |
| Vots vàlids         | Vots vàlids                    | 795,209   | 99.29  |           |     |  |
| Invàlids / en blanc | Invàlids / en blanc            | 5,725     | 0.71   |           |     |  |
| Vots totals         | Vots totals                    | 800,934   | 100.00 |           |     |  |
| Votants Registrats  | Votants Registrats             | 1,442,091 | 55.54  |           |     |  |
| Font: Mackie & Rose |                                |           |        |           |     |  |